# 阿里瓦卡 (亞利桑那州)
阿里瓦卡（英語：Arivaca）是位於美國亞利桑那州皮馬縣的一個人口普查指定地區。根據2010年美國人口普查，該地共人口500人，而該地的面積約為71.94平方千米。

## 地理
阿里瓦卡的座標為31°34′38″N 111°19′53″W / 31.57722°N 111.33139°W，而該地最高點為海拔高度1110米（即3643英尺）。